# Université nationale maritime de Mokpo
L'Université nationale maritime de Mokpo (en hangul : 공주교육대학교) est une université nationale de Corée du Sud située à Mokpo. 

## Histoire
Un premier établissement est créé en 1950 avec un statut d'école technique. En 1979 un cursus de 2 années universitaire est implanté. En 1993 l'établissement accède au statut d'université.

## Structure

### Faculté de1ercycle
- Faculté des systèmes de transport maritime
- Faculté d'ingénierie maritime
- Faculté d'ingénierie d'électronique et de communication
- Faculté des systèmes de transport maritime II

### Faculté de2ecycle
- Faculté des systèmes de transport maritime
- Faculté d'ingénierie maritime
- Faculté d'ingénierie d'électronique et de communication
- Faculté des systèmes de transport maritime II